# Exercices de style
Ne pas confondre avec l'épisode de la série télévisée Buffy contre les vampires Exercice de style.
Exercices de style est l'un des ouvrages les plus célèbres de l'écrivain français Raymond Queneau. Paru en 1947, ce livre singulier raconte 99 fois la même histoire, de 99 façons différentes.

## Présentation
Exercices de style est paru en 1947 chez Gallimard. Inspiré de L'Art de la fugue de Jean-Sébastien Bach, l'ouvrage de Raymond Queneau consiste en une petite histoire anodine racontée de 99 façons différentes,.
Douze premiers exercices sont écrits en mai 1942, sous le titre de Dodécaèdre, du nom de la forme géométrique à douze faces. Ces douze exercices, refusés en 1942, sont les premiers du livre publié ultérieurement.
La structure de l’œuvre, à l'image d'un thème et variations en musique, consiste en un premier exercice, Notations, qui est suivi de 98 variations, dont chacune se base sur la même histoire : le narrateur rencontre dans un bus un jeune homme au long cou, coiffé d'un chapeau mou orné d'une tresse tenant lieu de ruban ; l'homme échange quelques mots vifs avec un autre voyageur puis va s'asseoir à une autre place ; plus tard, le narrateur revoit le même jeune homme cour de Rome devant la Gare Saint Lazare en train de discuter avec un ami qui lui conseille de recoudre un bouton de son pardessus,.

## Contrainte littéraire et plaisir ludique
Exercices de style est un exemple de contrainte littéraire (écrire 99 fois la même histoire) en tant que moteur créatif. Il constitue à ce titre un texte précurseur du mouvement Oulipo dont Raymond Queneau est l'un des fondateurs. La présence d'une deuxième contrainte (chaque version de l'histoire doit illustrer un genre stylistique bien particulier) apparaît à la lecture des titres des 99 versions de l'histoire :
Notations, En partie double, Litotes, Métaphoriquement, Rétrograde, Surprises, Rêve, Pronostications, Synchyses, L'arc-en-ciel, Logo-rallye, Hésitations, Précisions, Le côté subjectif, Autre subjectivité, Récit, Composition de mots, Négativités, Animisme, Anagrammes, Distinguo, Homéotéleutes, Lettre officielle, Prière d'insérer, Onomatopées, Analyse logique, Insistance, Ignorance, Passé indéfini, Présent, Passé simple, Imparfait, Alexandrins, Polyptotes, Aphérèses, Apocopes, Syncopes, Moi je, Exclamations, Alors, Ampoulé, Vulgaire, Interrogatoire, Comédie, Apartés, Paréchèses, Fantomatique, Philosophique, Apostrophe, Maladroit, Désinvolte, Partial, Sonnet, Olfactif, Gustatif, Tactile, Visuel, Auditif, Télégraphique, Ode, Permutations par groupes croissants de lettres, Permutations par groupes croissants de mots, Hellénismes, Ensembliste, Définitionnel, Tanka, Vers libres, Translation, Lipogramme, Anglicismes, Prosthèses, Épenthèses, Paragoges, Parties du discours, Métathèses, Par devant par derrière, Noms propres, Loucherbem, Javanais, Antonymique, Macaronique, Homophonique, Italianismes, Poor lay Zanglay, Contrepèteries, Botanique, Médical, Injurieux, Gastronomique, Zoologique, Impuissant, Modern style, Probabiliste, Portrait, Géométrique, Paysan, Interjections, Précieux, Inattendu.
Umberto Eco, qui a traduit les Exercices de style en italien en 1983, fait remarquer que Queneau détourne volontiers les valeurs esthétiques associées aux figures de rhétorique afin de pouvoir mener ses propres explorations parodiques et ludiques de la langue. Eco observe aussi que l'acte de traduction, en introduisant une contrainte supplémentaire, fait naître un nouveau plaisir : « Je sais donc quel plaisir on éprouve à souffrir sur une phrase qui vous résiste, qu'il faut trahir en respectant les intentions de son auteur. » Cette part faite au jeu et au plaisir a visiblement été goûtée par un large public et a valu aux Exercices de style une abondante postérité.

## Éditions et avatars

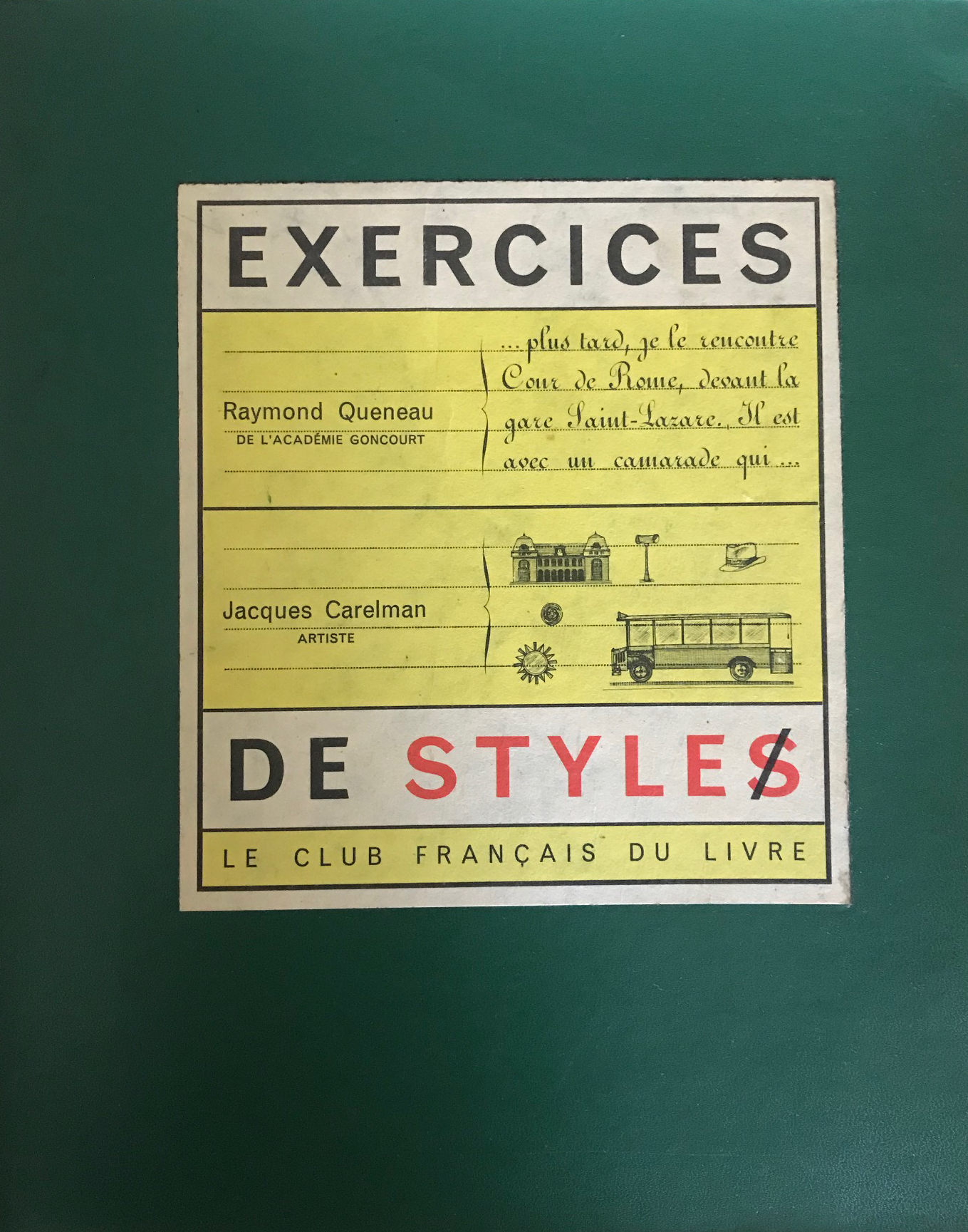
Exercices de style de Raymond Queneau, couverture, édition du Club français du livre 1964, enrichie de 33 exercices de style parallèles peints, dessinés ou sculptés par Carelman et de 99 exercices de style typographiques de Massin.

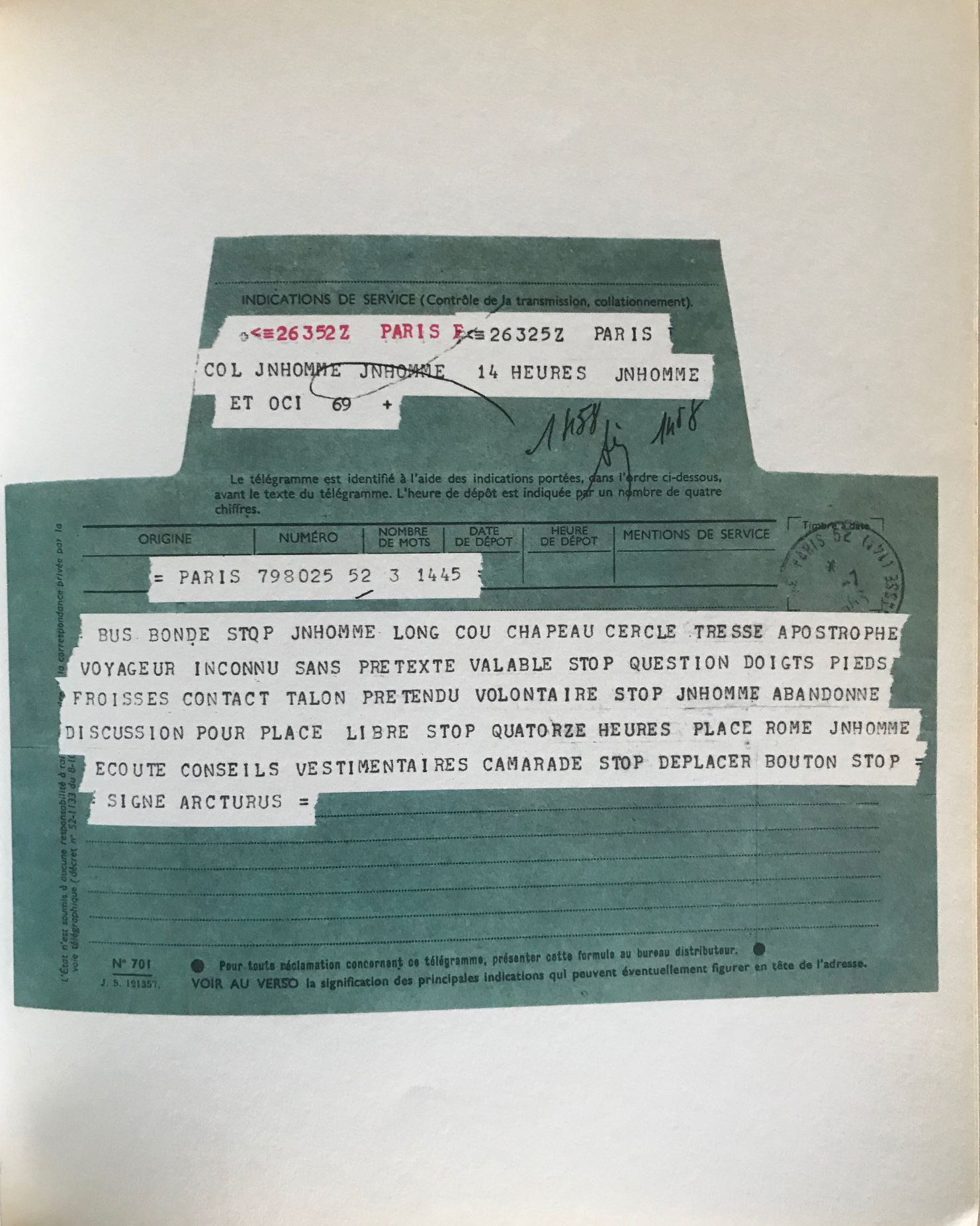
Exercices de Style : Télégramme, édition du Club français du livre 1964.

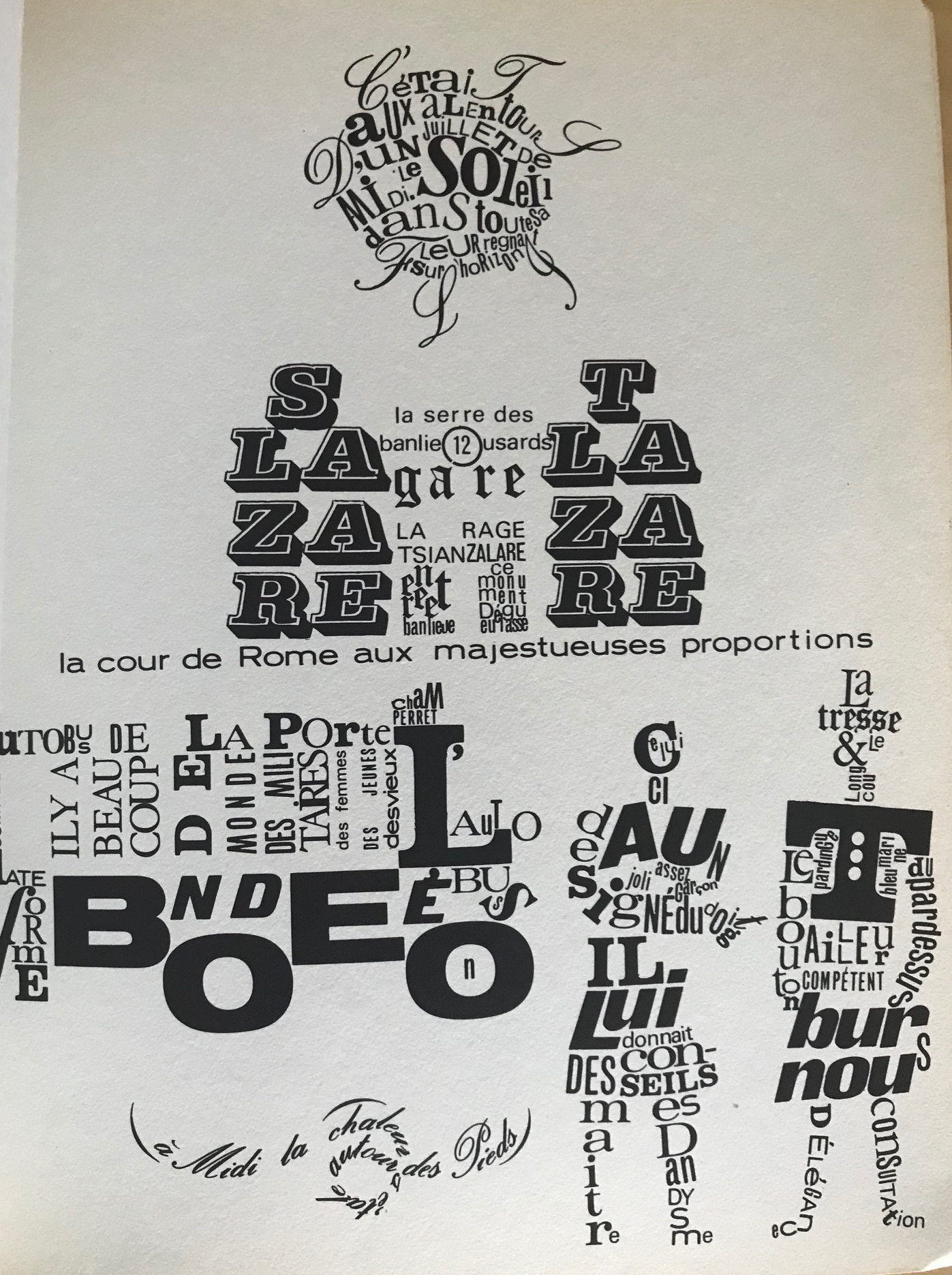
Exercices de style : Calligrammes, édition du Club français du livre 1964.

Parmi les textes qui composent le recueil, plusieurs ont paru initialement sous l'Occupation, en 1943, dans la revue Messages dirigée par Jean Lescure. À la suite de la sortie des Exercices de style en 1947, Gallimard publie en 1963, en coédition avec le Club français du livre, une deuxième édition accompagnée de 45 « exercices de style parallèles peints, dessinés ou sculptés » par Jacques Carelman et de 99 « exercices de style typographiques » de Robert Massin,.
Les premières adaptations des Exercices de style ont lieu au théâtre, où ils sont mis en scène par Yves Robert au cabaret de la Rose rouge à Saint-Germain-des-Prés en 1949. Ils sont par la suite chantés par les Frères Jacques et joués au théâtre de Poche de Bruxelles en 1954.
Une nouvelle édition de l’œuvre paraît en 1973.
L'adaptation de Jacques Seiler, jouée au théâtre Montparnasse en 1980 avec Jacques Seiler, Jacques Boudet et Danièle Lebrun, sera reprise par la chaîne de télévision française FR3 et diffusée en 1982 et 1985. En ce début du XXIe siècle, de nouvelles adaptations pour la scène voient le jour chaque année.
Les Exercices de style ont connu par ailleurs de multiples incarnations : variantes et parodies dans tous les genres, exercices de langue pour écoliers français et étudiants étrangers, expériences d'écriture dans les revues littéraires, pastiches et transpositions sur Internet. Quelques exemples notables sont donnés ici.
- Bernard Demers, Les Nouveaux Exercices de style. Quelques variations sur un thème de Raymond Queneau, Le pré aux clercs, 1991. 99 variantes des Exercices de style.
- Lucien d'Azay, Nouveaux exercices de style, Arc-en-ciel, 1996. Pastiches d'Alphonse Boudard, Marguerite Duras, Jean Echenoz, JMG Le Clézio, Patrick Modiano, Pascal Quignard, Françoise Sagan, Jorge Semprún et Philippe Sollers dans le style de Queneau.
- Stéphane Tufféry, Le style, mode d'emploi, CyLibris, 1999 (première édition), 2002. 99 nouvelles variantes des Exercices de style, à la manière de Honoré de Balzac, Gustave Flaubert, Victor Hugo, Jules Verne, Marcel Proust, Edmond Rostand, Albert Camus, Raymond Queneau, Georges Perec, Italo Calvino, Marguerite Duras, Angelo Rinaldi, Philippe Delerm, Arlette Laguiller, un journaliste, un publicitaire, un rappeur, un cinéaste, un informaticien…
- Le Café (Cours autodidactiques de français écrit) de Montréal accueille de nouveaux Exercices de style et les accompagne de notes sur les procédés littéraires utilisés[7].
- L'auteur de bande dessinée Matt Madden, correspondant américain de l'Oubapo (Ouvroir de la bande dessinée potentielle), a publié 99 Exercices de style (L'Association, 2006) inspiré du programme[8].
- Nicolas Graner recueille les messages de personnes cherchant désespérément à se désabonner de la liste Oulipo, lesquels sont des parodies des Exercices de style.
- L'oulipien Hervé Le Tellier, en hommage à Exercices de style, cinquante ans après la publication de l'ouvrage, a composé cent courts points de vue sur la Joconde, intitulé Joconde jusqu'à cent, puis cent autres, sous le titre Joconde sur votre indulgence.
- Georges Pierru fait paraître des « Exercices de SFtyle » sous forme de récits de science-fiction[9].
- Emmanuel Aquin, La Chambranleuse. Sexercices de style, Québec, Éditions Point de fuite, 2000.
- UpRightDown[10], site américain inspiré par Exercices de style.
- Tatiana Bonch-Osmolovskaya, Sergey Fedin, Sergey Orlov et d'autres ont dit la même histoire dans plus d'une centaine de nouveaux styles, en Russie, y compris des poèmes visuels[11].
- Quatre Vingt Dix Neuf est la transposition des Exercices de style au monde du hip hop : dans ce projet, 99 rappeurs de styles très différents racontent la même histoire dans une chanson différente à chaque fois[12].
- Ameziane Kezzar, Aɣyul n Ǧanǧis, adaptations kabyles d'œuvres de Jacques Prevert, Franck Pabloff et Raymond Queneau, Édition Achab 2010.
- Philip Ording s'inspire des Exercices de style dans 99 Variations of a Proof (Princeton University Press, 2019). Il présente 99 preuves différentes pour un même énoncé mathématique.

Par ailleurs le livre a été traduit :
- en allemand par Ludwig Harig et Eugen Helmlé (1961/edition révisée 1990) et aussi par Frank Heibert et Hinrich Schmidt-Henkel (2016, avec « augmentations »)
- en allemand zurichois par Felix E. Wyss (2000)
- en anglais par Barbara Wright (1958)
- en basque par Xabier Olarra (2006)
- en bulgare par Vasil Sotirov et Elena Tomalevska (1990)
- en catalan par Annie Bast et Ramon Lladó (1989)
- en chinois traditionnel par Chou Tan-Ying (2016, 2022 - nouvelle édition)
- en coréen par Cho Jae-Ryong (2019)
- en croate par Vladimir Gerić (2008)
- en danois par Otto Jul Pedersen (1994)
- en espagnol par Antonio Fernández Ferrer (1993)
- en espéranto par István Ertl (1986)
- en estonien par Triinu Tamm et Jana Porila (2007)
- en finnois par Pentti Salmenranta (1991)
- en galicien par H. H. Banet et X. M. P. Varela (1995)
- en géorgien par Tamar Lomidze (2024)
- en grec par Achilléas Kyriakídes (1984)
- en hébreu par Rotem Atar (2016)
- en hongrois par Róbert Bognár (1988)
- en italien par Umberto Eco (1983)
- en japonais par Kōji Asahina (1996)
- en lituanien par Akvilė Melkūnaitė (2016)
- en macédonien par Elizabeta Trpkovska (2005)
- en néerlandais par Rudy Kousbroek (1978)
- en norvégien par Ragnar Hovland (1996)
- en polonais par Jan Gondowicz (2000)
- en portugais brésilien (1995)
- en portugais par H. A. Medeiros et al. (2000)
- en roumain par Călin Vlasie (2006)
- en russe par V. A. Petrov ed. (1998)
- en serbe par Danilo Kiš (1986)
- en slovène par Aleš Berger (1994)
- en suédois par Lars Hagström (1987)
- en tchèque par Patrik Ouředník (1985)
- en turc par Armağan Ekici (2003)
- en ukrainien par Iaroslav Koval et Iouri Lyssenko (2006).